# Out of the Past
Out of the Past (Verenigd Koninkrijk: Build My Gallows High) is een Amerikaanse film noir uit 1947 onder regie van Jacques Tourneur. De film werd in 1991 opgenomen in het National Film Registry.
De film is gebaseerd op de roman Build My Gallows High (1946) van de Amerikaanse schrijver en scenarist Daniel Mainwaring en werd gepubliceerd onder diens pseudoniem Geoffrey Homes. Mainwaring was ook verantwoordelijk voor het filmscenario.

## Verhaal
De voormalige privédetective Jeff Bailey werkt tegenwoordig als garagehouder in een provinciedorp. Hij denkt dat hij zijn verleden achter zich heeft gelaten, maar zijn voormalige opdrachtgever Whit Sterling vindt hem terug. Sterling wil een beroep doen op Bailey om zijn vriendin Kathie Moffat terug te vinden, die er met 40.000 dollar vandoor is. Jeff gaat uiteindelijk akkoord, maar al snel blijkt dat hij in een wespennest terecht is gekomen.

## Rolverdeling
| Acteur          | Personage     |
| --------------- | ------------- |
| Robert Mitchum  | Jeff Bailey   |
| Kirk Douglas    | Whit Sterling |
| Jane Greer      | Kathie Moffat |
| Rhonda Fleming  | Meta Carson   |
| Paul Valentine  | Joe Stefanos  |
| Virginia Huston | Ann Miller    |
| Richard Webb    | Jim           |
| Steve Brodie    | Jack Fisher   |
| Dickie Moore    | de dove Kid   |
| Ken Niles       | Leonard Eels  |

## Productie
Nog voordat de roman van Daniel Mainwaring was gepubliceerd, streden filmstudio's RKO en Warner Brothers om de filmrechten; RKO maakte uiteindelijk het hoogste bod. Warner Brothers hoopte Humphrey Bogart te casten in de hoofdrol; Mainwaring was groot voorstander hiervan en verzocht dat Bogart uitgeleend zou worden aan RKO toen deze studio de rechten bemachtigde. Warner Brothers weigerde dit. RKO zocht aanvankelijk Pat O'Brien voor de hoofdrol, maar kondigde in oktober 1945 dat John Garfield was aangesteld. Twee maanden later werd Garfield vervangen door Dick Powell, met Edward Dmytryk als regisseur. Vanwege overlapping met een ander filmproject So Well Remembered (1947), werd Dmytryk in de zomer van 1946 vervangen door Jacques Tourneur.
Voor de hoofdrol werd uiteindelijk gekozen voor Robert Mitchum.

## Ontvangst
Een release in Nederland volgde pas in 1955, na langdurige omzwervingen en afgekeurd te zijn door de Nederlandse filmkeuring, met een 'tot de draad versleten kopie'. De film kreeg toentertijd overweldigend slechte kritieken van de Nederlandse pers. Recensent van Het Parool noemde hoofdpersoon Jeff Bailey "zo'n geknipt rolprentgangstertype" en noemde het eindresultaat "grauwe routine" met "ongelofelijke eentonigheid en gebrek aan fantasie". Criticus van De Waarheid schreef: "Al mag het zo zijn dat gangsters niet vergeten, wij zullen deze film zeker spoedig vergeten. [..] Al met al een spannend verfilmde, onsmakelijke en verwarrende rolprent."
In recentere jaren is Out of the Past uitgegroeid tot een klassieker en dient als perfect voorbeeld van het film noir-genre.